# Leptonema andinum
Leptonema andinum är en nattsländeart som beskrevs av Oliver S. Flint Jr. 1991. Leptonema andinum ingår i släktet Leptonema och familjen ryssjenattsländor. Inga underarter finns listade i Catalogue of Life.